# Der Fuehrer’s Face
Der Fuehrer’s Face (deutsch: Das Gesicht des Führers) ist ein US-amerikanischer Zeichentrickfilm, der am 1. Januar 1943 uraufgeführt wurde. Die Walt-Disney-Produktion mit dem Publikumsliebling Donald Duck in der Hauptrolle war Propaganda gegen das Dritte Reich und gewann einen Oscar für den besten animierten Kurzfilm.

## Namensgebung
Ursprünglich war der Film unter dem Titel „Donald Duck in Nutzi Land“ (engl. nuts für „verrückt“; außerdem klingt das englisch ausgesprochene „Nutzi“ wie „Nazi“) geplant, der Titel wurde jedoch geändert, nachdem das vorab veröffentlichte Titellied ein großer Erfolg geworden war. Der Ausdruck Der Fuehrer war mit dieser Groß-/Kleinschreibung seit spätestens 1934 ein fester Begriff in den Vereinigten Staaten, ähnlich einem Namen.

## Handlung
Zu Beginn des Films befindet sich Donald Duck in seinem Haus in Deutschland, wo er durch den Lärm einer vorbeimarschierenden Blaskapelle geweckt wird. Nachdem er die in seiner Wohnung hängenden Porträts von Adolf Hitler, Hirohito und Benito Mussolini mit Hitlergruß (bzw. der abgewandelten Form davon) gegrüßt hat, setzt er sich an den Frühstückstisch und holt aus einem Tresor, der hinter einem Hitlerportrait versteckt ist, eine Kaffeebohne heraus, um seinem Wasser etwas Kaffeegeschmack zu verleihen. An seinem paranoiden Gesichtsausdruck und der Aufbewahrung im Tresor ist zu erkennen, dass Kaffee so rar ist, dass sich Donald vor dem Verlust der Bohne fürchten muss. Danach sprüht er sich ein Mundspray mit Eier-und-Speck-Aroma in den Mund und holt einen sehr harten Brotlaib hervor, der von der Maserung her an Holz erinnert, schneidet sich mit einer Säge ein Stück ab und verzehrt es anschließend mühsam kauend. Ein Bajonett kommt von der Seite und hält ihm Mein Kampf unter die Augen mit der auffordernden Geste, das Buch zu lesen.
Der zweite Akt zeigt den mühseligen und eintönigen Arbeitsalltag am Fließband einer Munitionsfabrik, an dem Donald von Lautsprechern beschallt wird, die ihm – gemäß der damaligen Propaganda – vorgaukeln, dass er glücklich sei; die ihn aber auch anbrüllen und als „Schweinehund“ bezeichnen. Parodistisch ist auch die Szene, bei der den Granaten, denen Donald die Zünder einschrauben muss, jeweils ein Bild von Hitler folgt, worauf Donald ordnungsgemäß mit dem Führergruß reagieren muss. Sein in rascher Folge gequaktes „Heil Hitler“ zählt zu den unverwechselbaren Charakteristika des Films. Es folgt ein Drill im Betrieb mit einem Bild der Alpen im Hintergrund, das dem Fabrikarbeiter das Gefühl geben soll, dass er auf Urlaub sei, um sich für den Führer fit zu machen und noch härter für ihn zu arbeiten.
Donald hält es aber nicht lange in der grausamen Fabrik aus und wird irgendwann verrückt. Die nachfolgenden, verworrenen Szenen zeigen den Irrsinn des Krieges, die Personifikation von Waffen (beispielsweise Munition, die „Heil“ schreit, oder weitere Munition, die die Funktion der Blaskapelle vom Anfang des Films übernimmt) und Materialisationen von Personen (beispielsweise Hitler als Granate vor einem als Hitler verkleideten Donald).
Hierauf erwacht Donald in seinem Bett in den Vereinigten Staaten, wodurch deutlich wird, dass es sich bei der vorangegangenen Handlung nur um einen Albtraum gehandelt hat. Er bemerkt einen Schatten an der Wand neben seinem Bett, der Hitler ähnelt. Er will gleich wieder ordnungsgemäß grüßen, bemerkt aber dann, dass es sich um den Schatten eines Modells der Freiheitsstatue handelt und er in seinem Bett aufgewacht ist. Er ist überglücklich, dass er alles nur geträumt hat.
Hier wechselt die Stimmung ins Pro-Amerikanische. Donald trägt als Schlafanzug die Stars and Stripes, seine Gardinen und die Tapete sind ebenfalls mit Sternen bedruckt. Das auf der Fensterbank thronende Modell der Freiheitsstatue umarmt er, küsst es und spricht dann sein Glück – über die Tatsache, dass er ein US-Bürger ist (wörtlich: Am I glad to be a citizen of the United States of America!, deutsch: Bin ich froh, ein Bürger der Vereinigten Staaten von Amerika zu sein!) – aus.
Der Film endet mit den letzten Sätzen des Titellieds, und es erscheint eine Comicabbildung von Hitlers Kopf, dem eine Tomate ins Gesicht geworfen wird.

## Klischees und Überspitzungen
Der Fuehrer’s Face steckt voller boshaft-ironischer Anspielungen auf das Dritte Reich und vermeintlich „typisch deutsche“ Tugenden und Bräuche. Die damalige Absicht des Films war es, den Alltag eines Durchschnittsdeutschen so negativ wie möglich darzustellen, um so die propagierte Überlegenheit der Vereinigten Staaten zu demonstrieren. Dabei wird etwa auf folgende Darstellungen zurückgegriffen:
- Das Tapetenmuster in Donalds Zimmer, der Anhänger am Band des Rollos, die Büsche und Bäume vor dem Haus, der Zaun, die Strommasten, die Ziffern des Weckers, ein Hydrant, die Wolken sowie die Mühlräder an den Windmühlen im Hintergrund haben die Form von Hakenkreuzen.
- Der Kuckuck aus der – typisch deutschen – Kuckucksuhr steht an der Spitze einer Stange, die aus Hakenkreuzen gebildet wird, erhebt die Hand zum Hitlergruß und schreit „Heil!“ Mit seinem Bärtchen und einem Seitenscheitel sieht er Hitler sehr ähnlich.
- Der Hahn vor dem Haus weckt ebenfalls mit einem Hitlergruß.
- Das Haus von Donald Duck karikiert mit gekonnt eingesetzten Schatten (als Scheitel), Dachgiebeln und dem Fenster (als Bart) das Gesicht Hitlers.
- Der Wecker trägt eine Pickelhaube, seine Zeiger deuten einen Hitlergruß an und er stöhnt leise „Heil Hitler“.
- An der Wand hängt ein Bild mit der Aufschrift „Heil Sweet Heil“.
- Die Blaskapelle aus der ersten Szene karikiert den „Marschmusik liebenden Deutschen“. Sie marschiert im Stechschritt.
- Mein Kampf wird als Pflichtlektüre aller Deutschen dargestellt.
- Donald erhält knapp gebrüllte Anweisungen von einem deutschen Soldaten („Auf, sofort!“ „Mach schnell!“ „Heraus, Schweinhund!“). Wenn er nicht sofort gehorcht, wird mit einem Bajonett nachgeholfen.
- Donald hat für die Zubereitung einer Tasse Kaffee nur eine Bohne zur Verfügung, die er nur ein paarmal in das Wasser tunkt und sofort wieder in seinem Safe hinter einem Hitlerbild einschließt, da er befürchtet, dass sie ihm weggenommen werden könnte.
- Da es in „Nutzi Land“ keine Eier und Schinken gibt, muss er sich zumindest den Geschmack mit einem Spray in den Hals sprühen. Außerdem benötigt er eine Säge, um das harte Brot zu schneiden.
- Bevor Donald in der Fabrik gezeigt wird, heißt es „Welcome Workers of Nutzie Land! What a glorious privilege is yours to be a Nutzie who works 48 hours a day for the Fuehrer.“ („Willkommen, Arbeiter von Nutzie Land! Welch ein prachtvolles Privileg, ein Nutzie zu sein und 48 Stunden pro Tag für den Führer arbeiten zu dürfen.“).
- Während Donald in der Fabrik die Munition für meist großkalibrige, aber auch kleinkalibrige Geschütze herstellt, muss er bei jedem Hitlerbild, das auf dem Förderband vorbeizieht, den Führergruß zeigen. Als er einmal seinen Ärger über diese Sinnlosigkeit in sich hineinmurmelt, heißt es von den Wachen „What’s that you say, Schweinehund, verdammter Esel? Heil Hitler!“
- Die Sprachrohre, die auf Donald in der Fabrik einschreien, symbolisieren die Propaganda, die im Zweiten Weltkrieg den Deutschen eine heile Welt vorgelogen hat.
- Bei den Gymnastikübungen, die Donald während seines „Urlaubes“ (in der Fabrik, vor einem Bild der Alpen) machen muss, bilden seine Arme und sein Kopf das Hakenkreuz. Auch wird hier der harte Drill der Deutschen behandelt, „sodass man härter für den Führer arbeiten kann“ („[...] so that we can work harder for the Fuehrer“).

Dem gegenüber steht die dargestellte, heile amerikanische Welt, in der Donald am Ende des Films nach dem extrem delirischen Traum erwacht. Ähnlich wie zuvor das Hakenkreuz sind hier die US-Flagge und verschiedene andere nationale amerikanische Symbole (Freiheitsstatue, „Home Sweet Home“-Schriftzug, Schlafanzug) vorherrschend und zum Positiven hin überspitzt.
Aufgrund der Tatsache, dass Donald im Film zeitweise als Nationalsozialist porträtiert wird, wurde der Film von Disney lange unter Verschluss gehalten. Seit 2004 ist er in den USA auf der Doppel-DVD Walt Disney: On the Front Lines erhältlich, in Deutschland wurde er jedoch nie offiziell veröffentlicht oder aufgeführt.

## Das Lied
Neben dem Film existiert auch ein gleichnamiges Lied, gesungen von „Spike Jones and his City Slickers“. Es ist in der ersten Szene des Films zu hören und war in den 1940er Jahren sehr populär. Die Erstauflage von 100.000 Platten war innerhalb von zehn Tagen ausverkauft. Außerdem ist das Lied in Das Tribunal zu hören.
Das Lied wird außerdem von Alan Alda in dessen Rolle als Benjamin „Hawkeye“ Pierce in der fünften Folge der zweiten Staffel M*A*S*H in einer verkürzten Fassung gesungen.

## Auszeichnungen
- 1943 – Oscar in der Kategorie Bester Kurzfilm (Cartoon) des Jahres 1942

## Ähnliche Filme
Im selben Monat wie Der Fuehrer’s Face wurde Education for Death uraufgeführt. Es handelt sich dabei ebenfalls um einen von Walt Disney produzierten Zeichentrickfilm, der Anti-Nazi-Propaganda zum Inhalt hat.
Im Juni 1944 erschien mit Commando Duck ein weiterer Propaganda-Cartoon mit Donald Duck. Dort kämpft Donald als Soldat im Pazifikkrieg gegen das japanische Kaiserreich und hat den Auftrag einen feindlichen Militärstützpunkt auszuschalten. Ähnlich wie bereits in Der Fuehrer's Face werden auch hier Stereotypen verwendet, etwa die Darstellung der Japaner mit Schlitzaugen oder deren fehlerhaftes Englisch.

## Veröffentlichungen
- Walt Disney on the Front Lines. The War Years. Reihe Walt Disney Treasures. 2-DVD-Set. Walt Disney Home Video 2004 (US-Veröffentlichung im RC1 in der englischen Originalfassung)
- The Chronological Donald. Volume Two. Reihe Walt Disney Treasures. 2-DVD-Set. Walt Disney Home Video 2005 (US-Veröffentlichung im RC1 in der englischen Originalfassung). In der deutschen Ausgabe nicht enthalten.